# Jan z Příbrami
Jan z Příbrami (także: z Příbramě lub Jan Příbram, niem.: Johann von Pibrans) (ur. ok. 1387, zm. 20 grudnia 1448) – czeski działacz reformacyjny, teolog husycki i pisarz.

## Życiorys
W 1408 uczestniczył w zebraniu Czechów na Uniwersytecie w Pradze, gdzie domagali się uznania ich praw narodowych. W 1409 uzyskał na tej uczelni tytuł bakałarza, a w 1413 – tytuł mistrza sztuk wyzwolonych (mistr svobodných umění). W 1414 był świadkiem wyjaśnień Jana z Jesenicy na temat sprzeciwu, jaki Jan Hus wygłosił przeciwko jego kandydaturze na arcybiskupa. Po śmierci Husa został rzecznikiem Mistrzów Praskich.
Podczas zjazdu w Čáslaviu w 1421 był wraz z Janem Želivskim doradcą 20 wybranych zarządców ds kwestii wyznaniowych. Już w listopadzie tego samego roku udało mu się doprowadzić do wyboru Želivskiego na zarządcę. Podczas spotkania Mistrzów Praskich z husyckimi kapłanami z Táboru w zamku Konopiště w 1423 oraz podczas podobnego spotkania w Pradze w następnym roku, Jan z Příbrami energicznie wystąpił przeciwko taborytom. W 1426 podczas ostrego sporu z Petrem Paynem, określił nauki Jana Wiklefa jako „heretyckie”. Część Mistrzów Praskich nie zgodziła się z nim, uważając, że takie opinie są zniewagą także dla nauk Jana Husa.
Jan miał poparcie wpływowego Zygmunta Korybutowicza. Kiedy tego protektora wygnano z Czech w 1427, również Jan z Příbrami został zmuszony do opuszczenia Pragi. Zamieszkał wówczas w Žatcu, a do Pragi powrócił w 1429, pozornie skłaniając się ku wierze katolickiej.
W 1437 stanął na czele czeskiej delegacji do Bazylei, gdzie bronił doktryny utrakwistów. W 1439 został wybrany wraz z Andrzejem Prokopem na czeskiego Zarządcę Wiary. W 1448 r. zastąpił go Jan Rokycana. Jan z Příbrami bezskutecznie starał się uzyskać od legata papieskiego nominację na arcybiskupa Rokycany.

## Dzieła
- Contra artikolos Picardorum – (Przeciwko 76 artykułom wiary pikardów)
- De ritibus missae (O rytuale Mszy świętej) – traktat, broniący tradycyjnej mszy, przeciwko reformom taborytów
- De professione fidei et errorum revocatione (O wyznaniu wiary i odwołaniu błędów)
- Knihy o zarmoucení velkých církve svaté i každě duše věrné (Księgi o zasmuceniu wielkich świętych Kościoła i każdej duszy wiernej) – 1429
- Život kněží Táborských (Życie księży-taborytów) – krytyka taborytów
- Apologie
- Postilla
- Malý traktát o válce (Mały traktat o wojnie)
- O podmínkách spravedlivé války (O warunkach sprawiedliwej wojny)
- Proti pikartským článkům (Przeciwko pikardom)